# Dazed and confused
Dazed and Confused — пісня, яку написав американський автор і співак Джек Голмс, пізніше її переробив Джиммі Пейдж і виконали британські рок-гурти The Yardbirds та Led Zeppelin.
Набула широкої популярності саме як пісня Led Zeppelin — четверта композиція на першому альбомі цієї групи (де автором пісні було вказано тільки Джиммі Пейдж без будь-якої згадки Голмса).

## Історія створення
Вперше виконана в дебютному альбомі Джека Голмса «The Above Ground Sound» of Jake Holmes в червні 1967 року.
Джиммі Пейдж, коли ще був гітаристом The Yardbirds, в 1967–1968 роках неодноразово виконував оброблену версію цієї композиції, використовуючи для гри на гітарі скрипковий смичок. Тоді ж вокаліст The Yardbirds Кіт Релф частково переробив слова пісні. Група виконувала пісню на концертах (включивши її в альбом Live Yardbirds), а також у студії Бі-бі-сі в березні 1968 року. До жодного студійного альбому The Yardbirds вона не ввійшла.
Сформувавши Led Zeppelin, Пейдж допрацював пісню ще трохи, і в жовтні 1968 року її записали у першому альбомі групи. Характерними рисами композиції, окрім гри смичком на електрогітарі, є також знаний басовий риф (на бас-гітарі Джон Пол Джонс), потужна гра на ударних і швидка середня секція, де Пейдж теж грає гітарне соло.

### Концертні виконання Led Zeppelin
Led Zeppelin грали цю композицію з 1969 по 1975 рік, причому за шість років її виконання активно змінювалося.
- Північноамериканські гастролі взимку 1968–1969 років. Тривалість композиції від 7 до 12 хвилин, смичкова частина знаходить більш знайомий фрагмент, що включає тональності 2-1-5-6, і наприкінці, коли Пейдж використовує педаль дісторшна, переходить у швидку частина не з ходу, а з паузою дві-три секунди. Швидка частина трохи довше, ніж на альбомі. 26 січня наприкінці смичкової частини зіграли фрагмент пісні The Yardbirds «Shapes Of Things». 1 лютого в Нью-Йорку композицію зіграли як частину How Many More Times.
- Британсько-скандинавські гастролі в березні 1969 року. Композиція коротша (25 березня тривалість композиції була 7 хвилин, ніколи більше Dazed And Confused виконувалася такою короткою), 6-10 хвилин. До 17 березня в смичкову частину додають фрагмент (після 2-1-5-6 фрагмента), де Пейдж плазом вдаряє смичком по струнах гітари. На версії 17 березня після четвертого куплету йде характерна для майбутніх років імпровізація в 5 тональності. Крім того, Пейдж вперше грає головний низхідний ріфф композиції на терцію вище (зазвичай його першу половину), ніж оригінал.
- Північноамериканські гастролі навесні 1969 року. Нові гастролі виносять композицію на новий виток еволюції. Перед пасажем, повертають до репризи основної теми, додано фрагмент «Марс» з сюїти «Планети» Густава Хольста. 27 квітня смичкову частину вже грають без акомпанементу, хоча на концертах 27 (де наприкінці смичкової частини був зіграний фрагмент композиції Роя Орбісона «Move On Down The Line») і 30 травня акомпанемент в ній ще є. На деяких концертах у вступі до композиції чути удари гонгів (Джон Бонем). І знову композиція стає довшою, до 14 хвилин.
- Британські гастролі в червні 1969 року. Довжина в загальному не збільшується, але формується класичний варіант смичкової частини: вищезгадані тональності 2-1-5-6, удари смичка плазом по струнах, невеликий імпровізаційний фрагмент. Споконвічна перекличка вокалу Роберта Планта і гітари Пейджа ще неприхована, але вже починає розмиватися. Імпровізаційна частину після четвертого куплету вже досить довга.
- Північноамериканські гастролі влітку 1969 року. Довжину композиції доведено до 15-17 хвилин, в смичковій частині один з первинних фрагментів робиться навмисно голоснішим, а у швидкій частині теж відбуваються великі зміни. З класичної переклички Планта і Пейджа, якою вона була на альбомі, виростає бугі-імпровізація, за якою йде ще одна характерна перекличка Планта і Пейджа (якій майже немає на концерті 6 липня у Ньюпорті, але яка вже неприхована 31 серпня в Техасі) та імпровізація в 6-й, 3-й і зниженій 3-й тональностях. По суті, ця версія композиції дожила до весни 1970 року.
- Північноамериканські гастролі в серпні-вересні 1970 року. Тривалість композиції близько 15-17 хвилин, Пейдж грає головний низхідний риф на терцію вище набагато частіше ніж раніше, і починає збільшуватися простір між 3 куплетом і смичкової частиною. У тексті вперше з'являється характерна для майбутніх версій рядок " everybody's been talking lord, I swear they've been talkin trash". Імпровізація після четвертого куплета ще довша, а фінальна нота вже значно затягнута.
- 1971 рік. Тривалість композиції збільшується до 20 хвилин, головним чином, за рахунок подовження фрагмента між третім куплетом і смичковою частиною, а до кінця року в швидку частина додається фрагмент Theme From Shaft, фанкової імпровізації. Також в композицію впроваджений гітарний риф з комозиції Foxy Lady Джимі Хендрікса, який виконує роль пасаж між швидкою і повільнішою частинами інструментальних імпровізацій. У смичкової частини традиційний фрагмент переклички гітари Пейджа та вокалу Планта йде вже не поперемінно, а синхронно.
- 1972 рік. Тривалість композиції доходить до 22-26 хвилин. Частковий між 3 куплетом і смичкової частиною виділений вже в абсолютно самостійну тему. Фанкові експерименти 1971 з швидкою частиною призвели до введення в неї фрагмента композиції The Crunge. До жовтня стає помітним те, що з різних фрагментів швидкої частини починають прибирати акомпанемент Джонса і Бонема. Поки це стосується переклички Пейджа і Планта. Наприкінці грудня перед смичковою частиною додається фрагмент пісні «San Francisco» Скота МакКензі.
- 1973 рік. Композиція досягає довжини 30 хвилин. Вже не завжди є акомпанемент Джонса і Бонема наприкінці швидкої частини, перед самим четвертим куплетом. Частковий The Crunge прибрано зі структури композиції. У самому кінці фінальної імпровізації є поки невелике соло на ударних.
- У 1975 році Пейдж зламав палець на лівій руці, і Dazed And Confused на один місяць була виключена з концертного репертуару Led Zeppelin. Композицію грали в дещо спрощеному вигляді: частину Foxy Lady прибрали, хоча й зіграли на двох останніх концертах північноамериканського туру в лос-анжелеському "Форумі". У другій частині того ж туру фрагмент пісні San Francisco замінили на Woodstock Джоні Мітчелла, а також на Spanish Harlem Бена І. Кінга і Old Man групи Love в тих же останніх концертах туру. На останньому з них 27 березня 1975 виконання тривало 44 хвилини, що є тимчасовим рекордом для Led Zeppelin. Востаннє Dazed And Confused зіграли 25 травня 1975 року в лондонському залі «Earl's Court» (існує неофіційний відеозапис цього концерту).